# Ласеллс, Генри, 5-й граф Хэрвуд
Генри Улик Ласеллс, 5-й граф Хэрвуд (англ. Henry Ulick Lascelles, 5th Earl of Harewood ; 21 августа 1846 — 6 октября 1929) — британский пэр. Он носил титул учтивости — виконт Ласеллс с 1857 по 1892 год.

## Биография
Родился 21 августа 1846 года в Хэрвуд-хаусе, графство Уэст-Йоркшир. Старший сын Генри Ласеллса, 4-го графа Хэрвуда (1824—1892), и его первой жены, леди Элизабет Джоанны де Бург (1826—1854), дочери Улика де Бурга, 1-го маркиза Кланрикарда.
Служил в британской армии в чине капитана гренадерской гвардии, затем был офицером в Йоркширском гусарском йоменском полку (в 1908 году этот полк был включен в состав Территориальной армии). Лорд Хэрвуд был подполковником, командиром этого воинского соединения в 1881—1898 годах, затем почетным полковником в 1898—1913 годах. В 1909 году был награждён Территориальной наградой. Он также занимал чин полковника и йоменского адъютанта королевы Великобритании Виктории (1897—1901), короля Эдуарда VII (1901—1910) и короля Георга V (1910—1929).
24 июня 1892 года после смерти своего отца Генри Ласселс унаследовал титулы 5-го графа Хэрвуда, 5-го виконта Ласеллса и 5-го барона Хэрвуда.
Лорд Хэрвуд занимал почетные должности заместителя лейтенанта Западного райдинга Йоркшира (1900—1904) и лорда-лейтенанта Западного райдинга Йоркшира (1904—1927).
В 1901 году по поручению короля Эдуарда VII лорд Хэрвуд посетил Францию, Испанию и Португалию, объявив правительствам этих государств о вступлении нового монарха Великобритании.
Кавалер Королевского Викторианского ордена (1908), кавалер Большого креста Королевского Викторианского ордена (1922).

## Семья
5 ноября 1881 года в церкви Святого Петра на Итон-сквер в Лондоне Генри Ласселс женился на леди Флоренс Кэтрин Бриджман (12 февраля 1859 — 5 мая 1943), дочери Орландо Бриджмена, 3-го графа Брэдфорда (1819—1898). У супругов было трое детей:
- Генри Джордж Чарльз Ласселлс, 6-й граф Хэрвуд (9 сентября 1882 — 23 мая 1947), женился на принцессе Марии, единственной дочери короля Георга V и королевы Марии.
- Леди Маргарет Селина Ласеллс (11 августа 1883 — декабрь 1978), в 1906 году вышла замуж за Густава Гамильтона-Рассела, 9-го виконта Бойна (1864—1942), от брака с которой у неё было шесть детей.
- Майор Эдвард Сесил Ласселлс (28 июля 1887 — 18 августа 1935), в 1915 году женился на Джоан Бальфур (1889—1939), внучке Джорджа Кэмпбелла, 8-го герцога Аргайлла.